# Frederick Loewe
Frederick Loewe, ursprungligen Friedrich Löwe, född 10 juni 1901 i Berlin, död 14 februari 1988 i Palm Springs, Kalifornien, var en österrikisk-tysk-amerikansk kompositör och pianist.

## Biografi
Loewe växte huvudsakligen upp i Berlin men hade österrikiska föräldrar. Hans far var operettenor och spelade bland annat Danilo i Glada änkan vid premiären i Berlin. 
Som ung studerade han musik men emigrerade 1924 till USA. Där hade han ingen framgång som konsertmusiker eller kompositör förrän han började samarbeta med textförfattaren Alan Jay Lerner. Tillsammans skrev de en rad musikaler som nästan alla gått till amerikansk teaterhistoria. Deras två största framgångar var Broadwaymusikalen My Fair Lady (1956) och filmmusikalen Gigi, ett lättfärdigt stycke (1958), vilka gav Loewe möjlighet att berika den amerikanska populärmusikstilen med den europeiska operett- och dansmusik han kände från sin ungdom.

## Musik i urval
- 1974 - The Little Prince
- 1969 - Paint Your Wagon
- 1967 - Camelot
- 1964 - My Fair Lady